# 윤단학 노비허여문기 및 입안
윤단학 노비허여문기 및 입안(尹丹鶴 奴婢許與文記 및 立案)은 대한민국 전라남도 해남군에 위치한 고산윤선도전시관에서 소장 중인 고문서로 고려 공민왕 3년(1354)에 윤광전이 그의 아들 윤단학에게 노비를 상속한 문서이다. 1968년 12월 19일 대한민국의 보물 제483호로 지정되었다.

## 개요
윤단학 노비허여문기 및 입안(尹丹鶴 奴婢許與文記 및 立案)은 고려 공민왕 3년(1354)에 윤광전이 그의 아들 윤단학에게 노비를 상속한 문서이다. 구성을 보면 소지 6장, 입안 2장 등 총 8장으로 된 문서이다. 소지 6장에는 윤광전이 노비를 상속하게 된 이유가 자세히 기록되어 있으며, 입안 2장에는 당시 이 지역의 책임자인 탐율감무가 이를 확인하여 상사의 결재를 신청하는 내용이 기록되어 있다.
오늘날 고대의 문서가 매우 희귀한 상황에서 송광사의 노비첩과 함께 고려시대의 유일한 문서이며, 고려시대 사회경제사를 연구하는데 있어 매우 유용한 자료로 평가된다.

## 참고 자료
- 윤단학 노비허여문기 및 입안 - 국가유산청 국가유산포털